# Didiereaceae
Didiereaceae је мала фамилија дикотиледоних биљака из реда Caryophyllales. Сродна је фамилијама пркоса и кактуса, а распрострањена у сушним областима источне и Јужне Африке и на Мадагаскару.

## Опис
Биљке из фамилије Didiereaceae су дрвенасте сукуленте, у форми дрвета или жбуна. Постоји разлика у грађи дугих и кратких изданака: дуги изданци носе нормално развијене листове, док кратки носе листове делимично модификоване у трнове.

## Класификација
Традиционално, фамилија Didiereaceae обухвата четири рода:
Новија истраживања су показала да су овим родовима сродни и некадашњи чланови фамилије пркоса, родови Calyptrotheca, Ceraria и Portulacaria. Ови родови, заједно са традиционално схваћеном фамилијом Didiereaceae, чине фамилију у ширем смислу.